# 和素

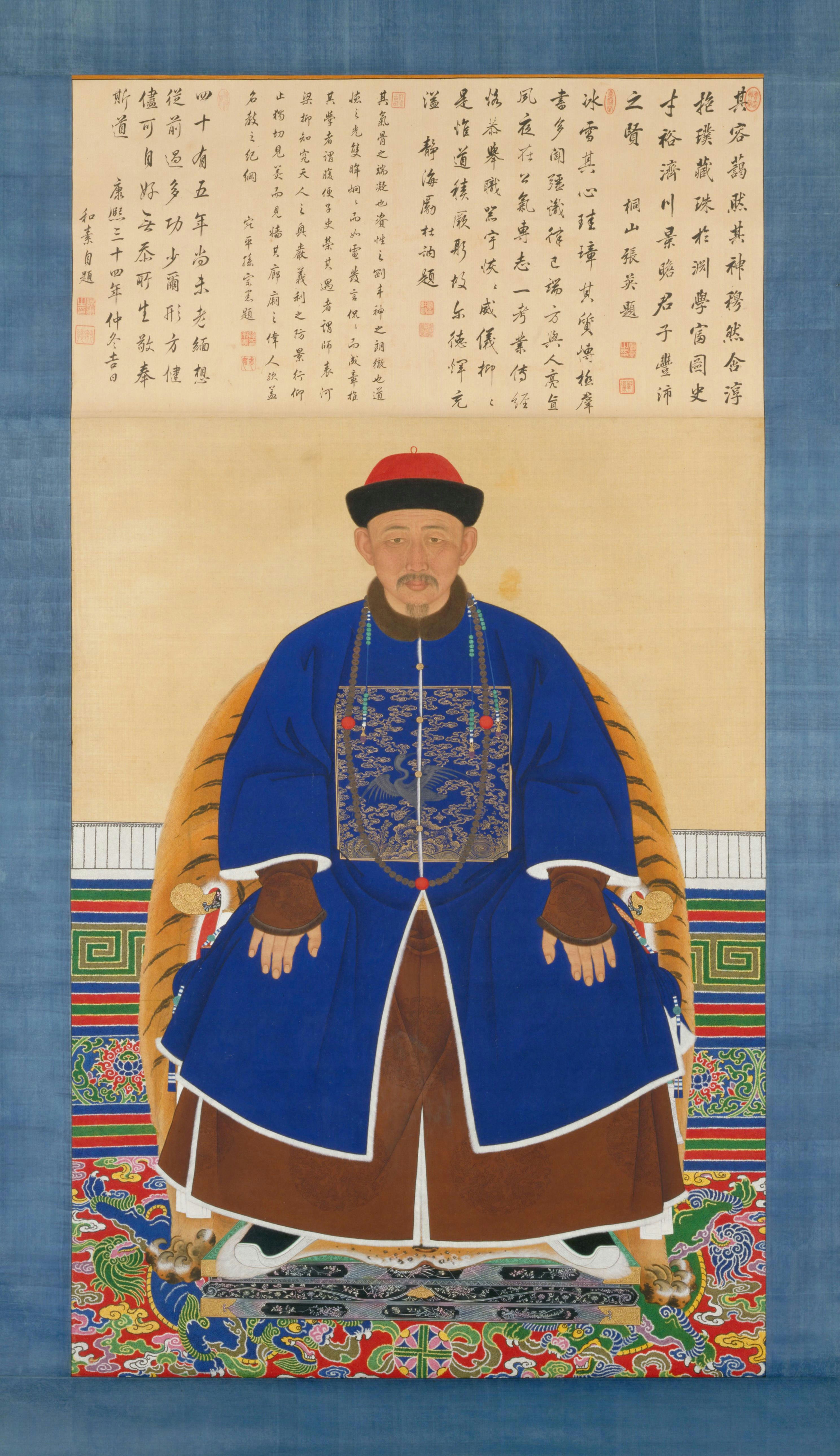
和素像（北京故宫博物院藏）

和素（？—？），字存斋，完颜氏，清朝康熙年间著名翻译家，内务府满洲镶黄旗人，阿什坦之子。

## 生平
和素官至内阁侍读学士。御试满文第一，赐号巴克什，充为皇子师傅，翻译房总裁。他将明杨抡《太古遗音》译成满文，名《琴谱合璧》十八卷（载《钦定八旗通志：艺文志》卷120）。杨氏原著已佚。满文本《左传》、《黄石公素经》、《三国志》、《菜根谭》、《金瓶梅》的翻译者。

## 家庭
- 父阿什坦，順治九年（1652年）策試滿洲進士壬辰科進士。
- 胞兄内務府慎刑司郎中鄂素（又萼素）。其子康熙六十年（1721年）辛丑科进士留保。孙女完顏氏，嫁镶黄旗满洲、工部郎中高謙（父江南壽春鎮總兵署理江南提督高鈺，胞伯大学士兼江南河道总督高斌，嫡堂兄大学士兼两江总督高晋）。
- 后代有嘉慶十四年（1809年）己巳恩科进士麟慶，道光三十年（1850年）庚戌科进士崇實。